# Konkatedra Najświętszego Imienia Jezus w Jerozolimie
Konkatedra Najświętszego Imienia Jezus w Jerozolimie – kościół katolicki, stanowiący obok bazyliki Bożego Grobu drugą w randze ważności świątynię łacińskiego patriarchy Jerozolimy, konsekrowany w 1872.

## Historia
W 1847 roku władca Imperium Osmańskiego sułtan Abdülmecid I zezwolił na wzniesienie katedry łacińskiej w Palestynie. W tym samym roku papież Pius IX przywrócił łaciński patriarchat Jerozolimy, mianując pierwszym patriarchą ks. Giuseppe Valergę. Staraniem nowego patriarchy wzniesiono siedzibę patriarchatu na terenie Starej Jerozolimy, wzdłuż murów, na północ od Bramy Jafy. Najdalej na południe wysuniętą częścią kompleksu patriarszego jest konkatedra, którą konsekrował bp Valerga 11 lutego 1872 roku. Właściwą katedrą patriarchy łacińskiego jest bazylika Bożego Grobu, konkatedra jest drugim kościołem pod względem ważności. Budowla ucierpiała podczas trzęsienia ziemi, które nawiedziło Judeę 11 lipca 1927 roku oraz podczas działań wojennych w latach 1948–1949. Prace restauracyjne przeprowadzono w latach 1986–1988.
W konkatedrze i jej podziemiach pochowani zostali patriarchowie łacińscy ery nowożytnej: Giuseppe Valerga, Vincenzo Bracco, Luigi Piavi, Luigi Barlassina, Alberto Gori, Giacomo Beltritti. Kościół odwiedzali papieże podczas swoich podróży do Ziemi Świętej. Mszę pontyfikalną odprawił w konkatedrze kard. Roger Etchegaray, będąc oficjalnym wysłannikiem papieża z misją pokojową na Bliskim Wschodzie (1 maja 2002).
| Data            | Papież       | Okazja                |
| --------------- | ------------ | --------------------- |
| 6 stycznia 1964 | Paweł VI     | 1. podróż apostolska  |
| 26 marca 2000   | Jan Paweł II | 91. podróż apostolska |
| 12 maja 2009    | Benedykt XVI | 12. podróż apostolska |
| 25 maja 2014    | Franciszek   | 2. podróż apostolska  |

## Wystrój
Posadzka konkatedry wyłożona jest białym marmurem z Livorno. Kościół ma trzy nawy, główna o wysokości 8,5 m, zaś boczne 4,5 m. W ołtarzu głównym, fundacji cesarza Franciszka Józefa I, znajduje się obraz belgijskiego malarza orientalisty Jana-Baptisty Huysmansa przedstawiający Obrzezanie i nadanie imienia Jezus. W niszach nad ołtarzem umieszczone zostały cztery figury autorstwa paryskiego rzeźbiarza Désiré Froc-Roberta, przedstawiające: św. Ludwika Króla, św. Helenę, św. Jakuba i św. Jana Chrzciciela. Na lewo od ołtarza znajduje się arras przedstawiający Madonnę z Dzieciątkiem, dar Napoleona III Bonaparte ofiarowany w 1857 roku. Po prawej stronie obraz Święci Piotr i Jan uzdrawiają paralityka ofiarowany w 1876. Nad rzeźbami i obrazem w ołtarzu głównym znajduje się pięciometrowy witraż ze sceną Zmartwychwstania francuskiej firmy Lorin Co. z Chartres z 1876 roku. W kościele znajdują się jeszcze dwa inne pięciometrowe witraże tej samej firmy, na których przedstawiono: Chwałę Wcielenia oraz Ukrzyżowanie. Nad głównym wejściem umieszczony został okrągły witraż z Mistycznym Barankiem i symbolami ewangelistów o średnicy 5 m. Autorem malowideł ściennych na sklepieniu był włoski malarz Vincenzo Pacelli. W konkatedrze znajduje się też kopia Figury siedzącego św. Piotra Apostoła z bazyliki św. Piotra w Watykanie. Autorem popiersi patriarchów był włoski rzeźbiarz Scipione Tadolini.

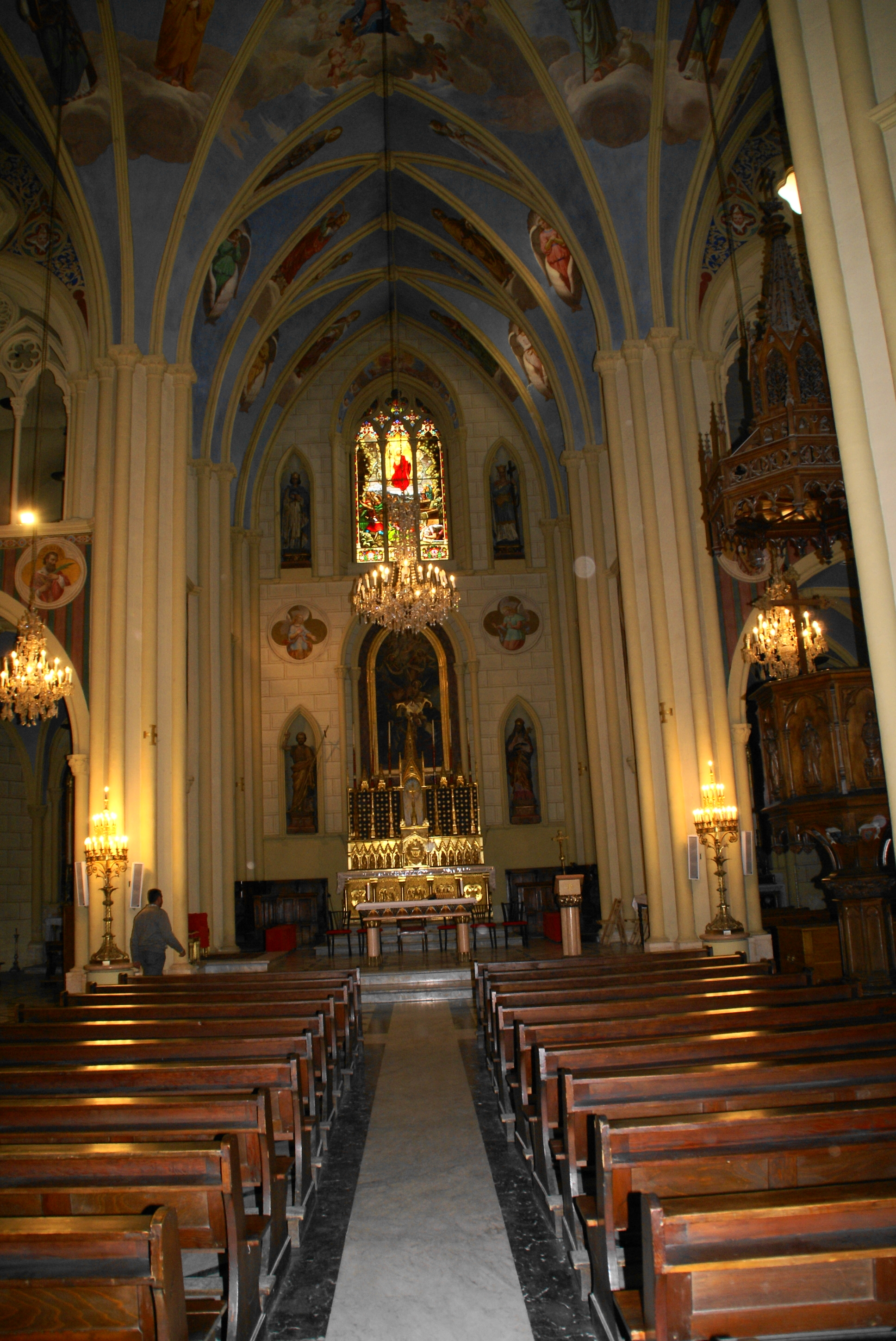
Nawa główna
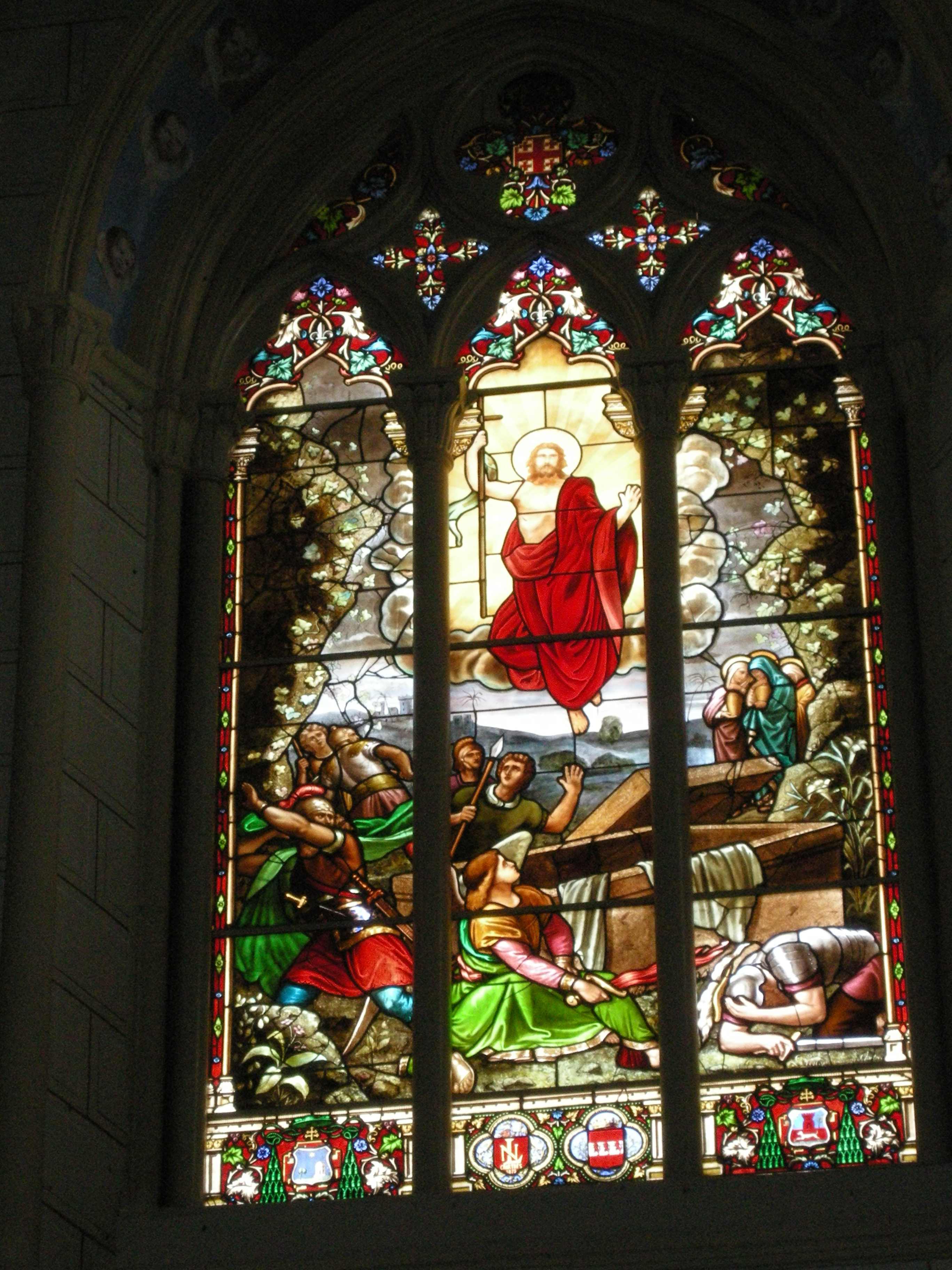
Witraż Zmartwychwstanie
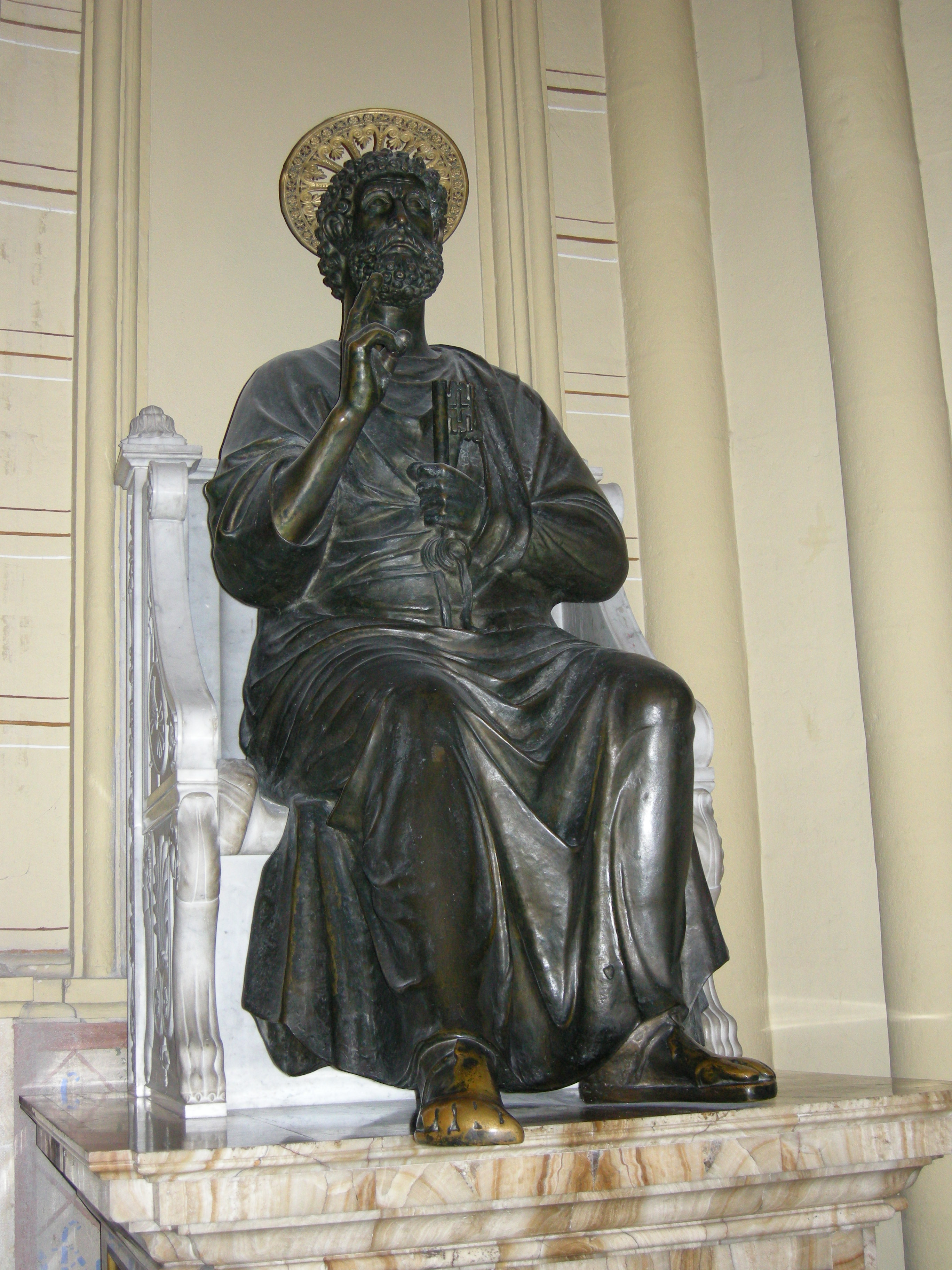
Piotr Apostoł
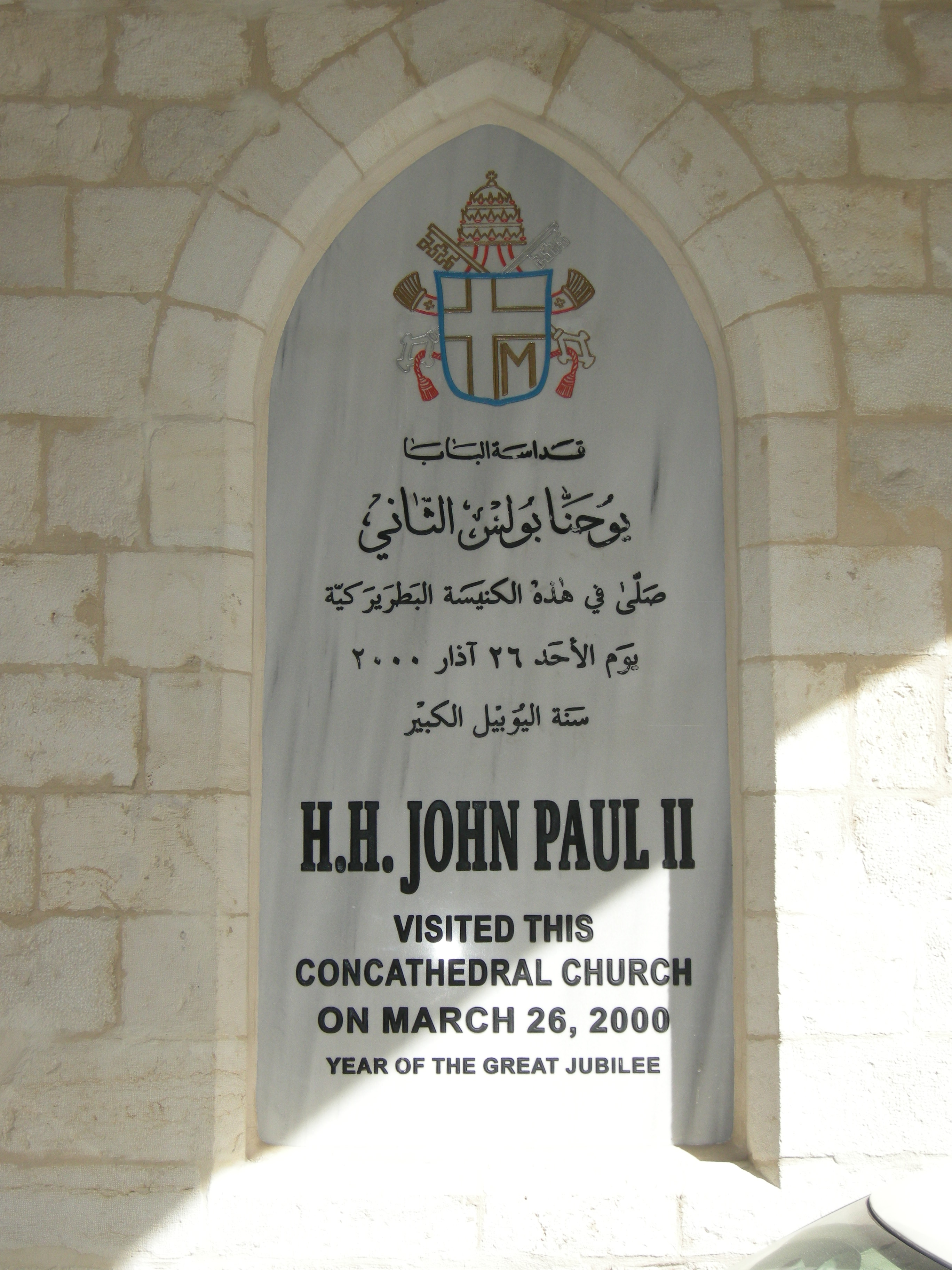
Tablica pamiątkowa